# Novorjev
Novorjev (en russe : Новоржев) est une ville de l'oblast de Pskov, dans l'ouest de la Russie, et le centre administratif du raïon de Novorjev. Sa population s'élevait à 3 477 habitants en 2014.

## Géographie
Novorjev est arrosée par la rivière Sorot et se trouve à 144 km au sud-est de Pskov.

## Histoire
Novorjev accède au statut de ville à l'occasion de la réforme municipale de 1777. Pendant la Seconde Guerre mondiale, Novorjev fut occupée par l'Allemagne nazie du 17 juillet 1941 au 29 février 1944. Elle fut libérée par le deuxième front de la Baltique de l'Armée rouge au cours de l'opération Staraïa Roussa-Novorjev.

## Population
Recensements (*) ou estimations de la population
| 1897* | 1926* | 1939* | 1959* | 1970* | 1979* |
| ----- | ----- | ----- | ----- | ----- | ----- |
| 2 838 | 3 002 | 3 600 | 2 813 | 3 992 | 5 032 |

| 1989* | 2002* | 2010* | 2012  | 2013  | 2014  |
| ----- | ----- | ----- | ----- | ----- | ----- |
| 5 050 | 4 125 | 3 695 | 3 618 | 3 544 | 3 477 |